# Grabenstetten
Grabenstetten település Németországban, azon belül Baden-Württembergben. Lakosainak száma 1729 fő (2023. december 31.). Grabenstetten Hülben és Bad Urach községekkel határos.

## Népesség
A település népessége az elmúlt években az alábbi módon változott:
| Lakosok száma | 1237 | 1677 | 1642 | 1673 | 1727 | 1729 |
|               | 1975 | 2017 | 2019 | 2021 | 2022 | 2023 |